# Fortaleza (arquitetura militar)

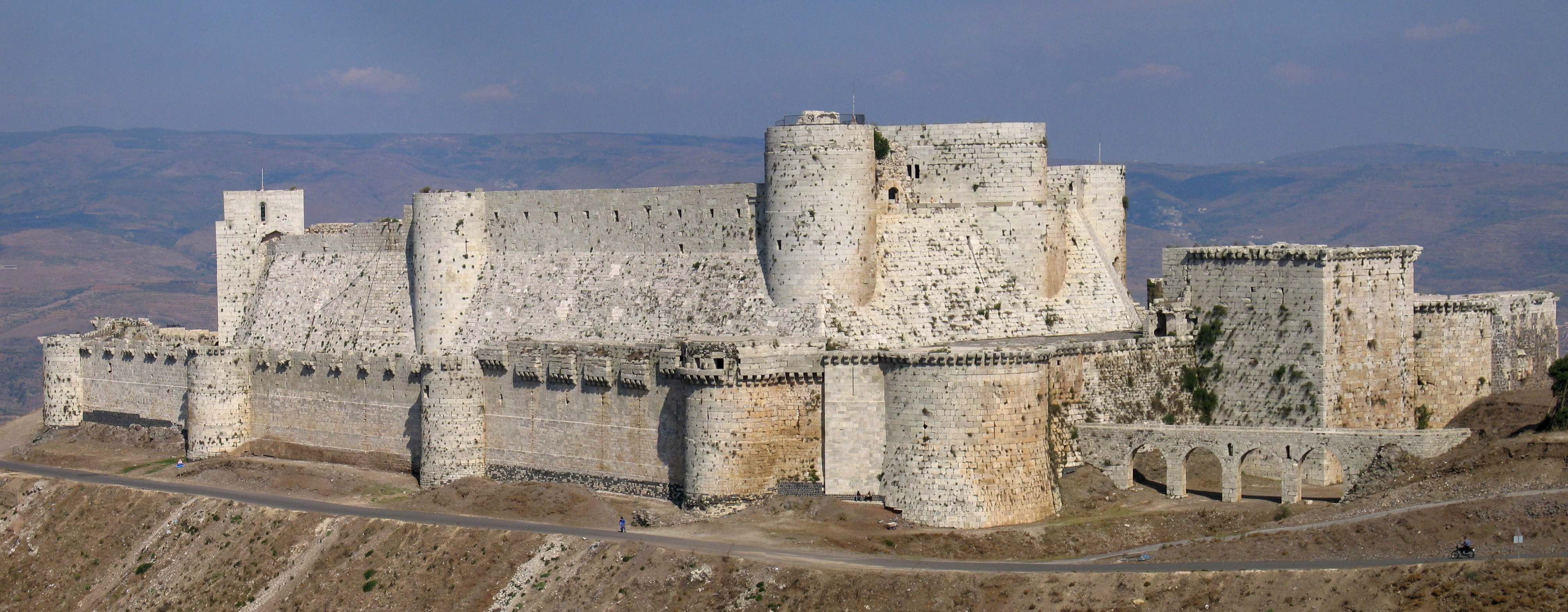
Fortaleza dos Cavaleiros, na Síria

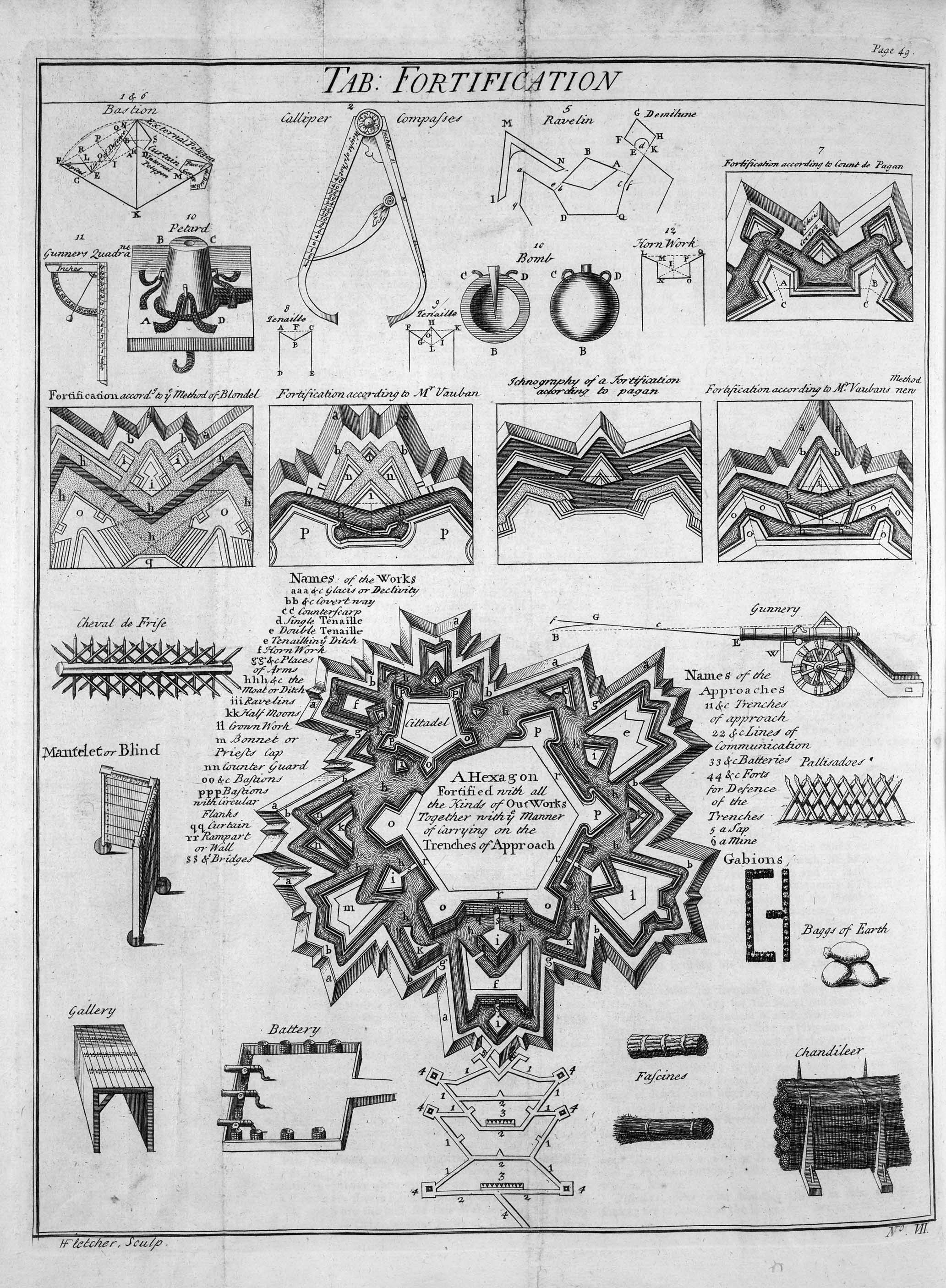
Plano duma fortaleza, obras exteriores e outros dispositivos de defesa e aproximação

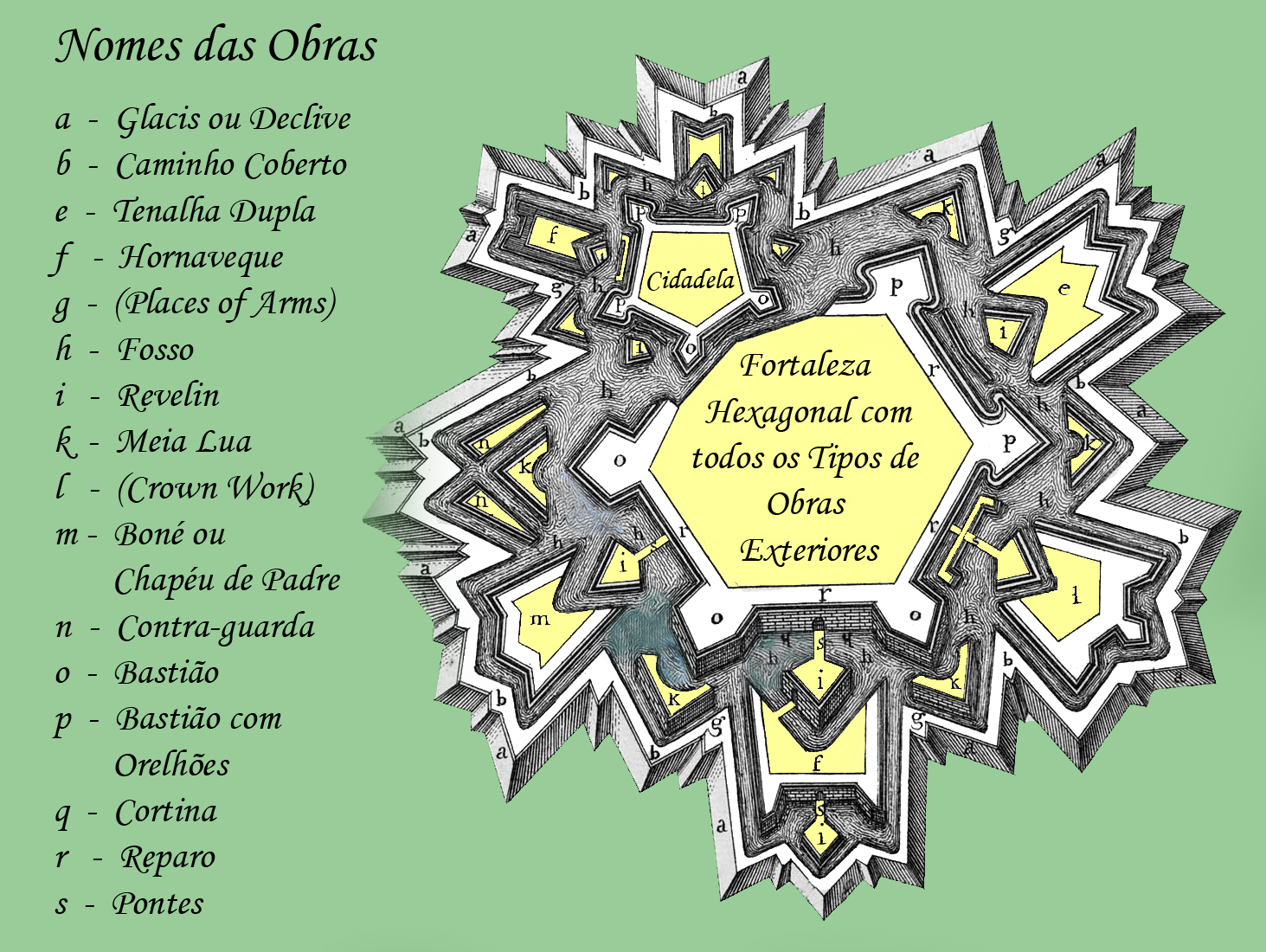
Detalhes da fortaleza e das obras exteriores

Uma fortaleza (forte ou fortificação) (do latim fortis = forte ou facere = fazer) é uma estrutura arquitetônica militar projetada para a guerra defensiva. A humanidade vem erguendo este tipo de estruturas há milhares de anos, com uma variedade de desígnios crescentemente complexos.
Em termos técnicos, uma fortaleza é composta por duas ou mais baterias de artilharia, distribuídas em obras independentes, e com largo intervalo entre si. Por outro lado, um forte é composto de uma ou mais baterias na mesma obra. Algumas instalações militares são conhecidas como fortes, embora nem sempre sejam fortalecidos. A palavra fortificação também pode se referir à prática de melhorar a defesa de uma área com trabalhos de defensiva.
As estruturas de fortificação normalmente são divididas em duas categorias:
- Fortificações permanentes - erguidas com todos os recursos que um Estado pode prover em termos de habilidade construtiva e mecânica, empregando materiais duradouros.
- Fortificações de campanha (ou de campo) - erguidas no contexto de um combate ou de uma guerra, por tropas no campo, com o emprego de materiais locais que não exijam muita preparação, como terra apilhada, madeira de mato (faxina) etc.

Na segunda categoria ainda podem ser consideradas as fortificações semipermanentes, aquelas que, no curso de uma campanha, se tornam necessárias para proteger alguma localidade propiciando uma defesa permanente e que podem ser erguidas com o trabalho de civis e em pouco tempo.

## Elementos da fortaleza
- Adarve
- Bastião ou baluarte
- Caminho coberto
- Cisterna
- Cortina
- Portão de armas
- Poterna
- Praça de armas
- Reparo

### Obras exteriores
- Chapéu de bispo
- Contraguarda
- Contra Escarpa
- Escarpa
- Fosso
- Glacis ou Declive
- Hornaveque
- Meia-lua
- Obra coroada
- Ponte
- Revelim
- Tenalha

### Dispositivos de defesa
- Cavalo de frisa
- Gabião
- Paliçada